# Papuasolfågel
Papuasolfågel (Cinnyris idenburgi) är en fågelart i familjen solfåglar inom ordningen tättingar.

## Utbredning och systematik
Fågeln förekommer endast på norra Nya Guinea. Tidigare kategoriserades den som underart till Cinnyris jugularis men urskiljs sedan 2016 som egen art av Birdlife International och IUCN, sedan 2023 även av eBird/Clements och International Ornithological Congress.

## Status
Fågeln kategoriseras av IUCN som livskraftig.